# Мавровско-Гостиварски народоосвободителен партизански отряд „Кораб“
Мавровско-Гостиварски народоосвободителен партизански отряд „Кораб“ е комунистическа партизанска единица във Вардарска Македония, участвала във въоръжената комунистическа съпротива във Вардарска Македония по време на Втората световна война.
Създаден е в района на село Маврово на 30 септември 1942 година. Състои се от бойци от Гостиварско и Мавровско. При създаването на отряда командир е Бранко Станоевич, а политически комисар Кръсте Марковски. През 1942 година извършва бойни акции при село Търница. На 14 март 1943 година напада италиански военни части край Ново село. След това отрядът се влива в Кичевско-мавровски народоосвободителен партизански отряд. В края на годината отрядът е разбит, а части от него на 23 септември 1943 година се вливат в състава на Кичевския батальон.

## Командване
- Александър Радославлевич – командир[4]
- Том Гелай – заместник-командир
- Слободан Пепоски – политически комисар
- Илия Антевски – политически комисар
- Душко Попович – политически комисар
- Живко Брайковски
- Златко Михайловски
- Манчу Матак